# 7 jours et une vie
Pour plus de détails, voir Fiche technique et Distribution.
7 jours et une vie ou La vie, plus ou moins au Québec (Life or Something Like It) est une comédie américaine réalisée par Stephen Herek en 2002. La musique originale a été composée par David Newman.

## Synopsis
Lanie Kerrigan, une jeune et ambitieuse journaliste de Seattle, mène une vie de rêve : elle est fiancée à Cal Cooper, un joueur de baseball, possède un très bel appartement et devrait être prochainement engagée par l'une des chaînes de télévision les plus regardées des États-Unis.
Mais un jour, alors qu'elle interviewe, dans le cadre d'un reportage, le prophète Jack, un sans-abri populaire, sa vie bascule. Celui-ci possède, en effet, un don de voyance et peut prédire les résultats de compétitions sportives. Il lui annonce qu'elle n'a plus que sept jours à vivre.
Au départ, Lanie croit à un canular, une vengeance de la part de Pete, son cadreur, avec qui elle passe son temps à se disputer. Mais comme toutes les prédictions du « clochard-médium » se révèlent exactes, celle-ci commence à paniquer et remet en question sa vie et ses priorités…

## Fiche technique
- Titre : 7 jours et une vie
- Titre québécois : La vie, plus ou moins
- Titre original : Life or Something Like It
- Réalisation : Stephen Herek
- Scénario : John Scott Shepherd et Dana Stevens (en)
- Musique : David Newman
- Photographie : Stephen H. Burum
- Montage : Trudy Ship
- Décors : Bill Groom (it)
- Costumes : Aggie Guerard Rodgers
- Pays d'origine : États-Unis
- Lieux de tournage : Seattle, État de Washington, États-Unis
- Format : Couleurs - 1,85:1 - Dolby Digital - 35 mm
- Genre : Comédie
- Durée : 103 minutes
- Date de sortie :
  - États-Unis : 26 avril 2002
  - France : 14 août 2002
  - Suisse romane : 4 décembre 2002
  - Belgique : 7 mai 2003

## Distribution
- Angelina Jolie (VF : Julie Dumas ; VQ : Hélène Mondoux) : Lanie Kerrigan
- Edward Burns (VF : Arnaud Arbessier ; VQ : Benoît Gouin) : Pete
- Tony Shalhoub (VF : Michel Papineschi ; VQ : Manuel Tadros) : Prophète Jack
- Christian Kane (VF : Boris Rehlinger ; VQ : Sylvain Hétu) : Cal Cooper
- James Gammon (VF : Michel Fortin ; VQ : Aubert Pallascio) : Pat Kerrigan
- Melissa Errico (VF : Marie-Laure Dougnac) : Andrea
- Stockard Channing (VF : Pascale Jacquemont) : Deborah Connors
- Lisa Thornhill (VF : Juliette Degenne) : Gwen
- Gregory Itzin (VF : Alain Choquet ; VQ : Jean-Marie Moncelet) : Dennis
- Max Baker (VF : Jean-Luc Galmiche) : Vin
- Andromeda Dunker : Mo
- Jesse James Rutherford : Tommy
- Veena Sood (en) : Docteur
- Amanda Tapping : Carrie Maddox
- Dan Lewis : Jake Manning
- Margo Myers : Lori Ruben
- Christopher Shyer : Mark Laughlin

Source et légende : Version française (VF) sur Voxofilm et Version québécoise (VQ) sur Doublage Québec

## Critique
Le Parisien a écrit dans sa critique du film : « Même les beaux yeux d'Angelina Jolie ne valent pas une telle perte de temps. ».